# Heliocontia speciosa
Heliocontia speciosa är en fjärilsart som beskrevs av Max Wilhelm Karl Draudt 1936. Heliocontia speciosa ingår i släktet Heliocontia och familjen nattflyn. Inga underarter finns listade i Catalogue of Life.